# Antoni Lliteres i Carrió
Antoni Lliteres i Carrió, (Artà, 18 de juny de 1673 – Madrid, 18 de gener de 1747), compositor mallorquí i un dels principals exponents de la sarsuela barroca. Sovint el seu cognom apareix escrit com Literes o de Literes i el segon com Carrión.

## Vida
A finals del segle xvii i durant els segles xviii i xix la majoria de compositors mallorquins significatius varen fer la seva carrera fora de l'illa. Aquest es el cas d'Antoni Lliteres. Va ser reclutat pel Colegio de los Niños Cantorcicos de Madrid a la seva infància i en canviar la veu, es va convertir en instrumentista.
Nasqué a Artà el 18 de juny de 1673 i va morir el 18 de gener de 1747. Va començar els seus estudis musicals el 1686 a l'escola coral de la capella reial espanyola i va estudiar violó amb Manuel de Soba. El 1693 va ser admès a la capella, ja que era un músic amb habilitats per al violí i el violó, a més de ser un bon compositor. Després de fer un examen va ser recompensat amb la posició de violó a la capella i professor interí del cor de nins. Posteriorment es va convertir en el violó principal a la capella reial del rei Borbó Felip V i també era reconegut com a compositor per les seves composicions sacres i seculars. El 1720 el patriarca de la capella reial reconeixia que el talent de Lliteres com a compositor i músic de violó era molt superior dels seus companys.
Va compondre per a la capella reial durant els anys 1690. Quan Sebastián va abandonar la posició de mestre de capella el 1706, Lliteres va ser reclamat per compondre villancets per la festa del Corpus, lamentacions per Setmana Santa i el que fos necessari per al servei de les Quarenta hores. El 1734, després que un incendi al palau Alcázar destruís l'arxiu musical de la capella reial, Lliteres, José de Nebra i el mestre de capella Joseph de Torres varen ser encarregats amb la tasca de reconstruir la col·lecció i compondre nova música per substituir la que s'havia perdut. D'aquesta manera es pot demostrar el gran talent compositiu de Lliteres en tots els gèneres, des d'obres sacres en llatí fins a cançons modernes, àries i villancets tan en l'estil espanyol com en l'estil europeu. La seva reputació era tal que se l'hi va encarregar compondre un oratori de la vida de Sant Vicenç per la catedral de Lisboa el 22 de gener de 1720, juntament amb un cicle de villancets.
A més de les seves feines amb la capella reial, a partir de 1697 el cridaven sovint per actuar a l'orquestra del teatre reial. Posteriorment, amb l'exili de Durón, va passar a ser el compositor principal del teatre, component diverses sarsueles i una serenata completa.
Lliteres té diverses obres publicades als primers anys del segle xviii per l'Impremta de la Música de Joseph de Torres. També va ser un dels primers compositors espanyols a escriure i publicar cantates.
Mentre seguia component per a la capella reial, l'ascens de Lliteres a la cort es va veure eclipsada per la nova arribada de compositors italians afavorits per la reina i, d'aquesta manera, va començar a escriure obres en estil italià. Així i tot, Lliteres va ser un líder a una època d'estils diversos.
Malgrat el seu talent, Lliteres va morir amb deutes, principalment perquè durant els seus primers anys a la cort hi va fer feina sense cobrar.
Per tant, és un compositor i músic mallorquí, però la seva obra s'entén millor en el context espanyol.

## Obra
Si hi ha un gènere en el qual Lliteres va destacar, és el del teatre musical, especialment en les seves manifestacions de la comèdia amb música i la sarsuela. La comèdia amb música, en els segles xvii i xviii, consistia en una obra teatral amb intervencions musicals. Sovint aquestes obres començaven amb uns populars “cuatro de empezar”, secció cantada a quatre veus. El gran dramaturg del gènere va ser Calderón de la Barca i ja en el segle xviii, Antonio Zamora i José de Cañizares, ambdós col·laboradors de Lliteres.
Així i tot, la sarsuela va ser el gènere amb el qual Lliteres va aconseguir més popularitat, fama i doblers. En el segle xviii, la sarsuela era una forma de teatre líric amb seccions cantades i altres declamades. El tema solia ser mitològic o pastoral i freqüentment es representava amb colossals mitjans escènics. Els personatges principals eren cantats gairebé exclusivament per dones.
La importància de Lliteres com a compositor és gràcies, en part, a la seva aportació al gènere de la sarsuela. Amb Lliteres, juntament amb altres compositors com Durón, es produeix la transformació de les convencions teatrals que havien establert compositors com Juan Hidalgo en el segle xvii. Lliteres agafa com a punt de partida els gèneres tradicionals d'aquest segle, tonos i tonadas, melodies acompanyades amb forma de cobla i tornada, i les adapta a les noves exigències del gust dels destinataris de la música, és a dir, a la monarquia primer i els espectadors dels teatres públics després. Aquestes noves exigències suposen la incorporació de formes de procedència italiana i francesa com l'encadenament de recitatiu i ària i el minuet.
Actualment es conserven íntegrament dues sarsueles de Lliteres: Acis y Galatea i Júpiter y Danae. També va escriure altres obres musicoteatrals de difícil definició (comèdies amb música, fiestas,etc.). Algunes d'aquestes obres es varen escriure per a cases nobiliàries, altres per a la Cort i per als teatres públics. Per això el desenvolupament de la sarsuela i altres gèneres de teatre líric en el segle xviii no es pot separar de l'evolució del teatre com a forma literària i institució social.
Avui dia és conegut per la seua producció de sarsueles, de les que se n'interpreten les més representatives amb certa regularitat. També hi ha gravacions d'algunes de les seues sarsueles com el disc "Antonio Literes: Los Elementos" que li dedicà el grup valencià Capella de Ministrers.

## Obres[calcitació]
- Júpiter y Joo, "Fiesta de Zarzuela", amb llibret del Comte de Clavijo, (1699)
- Júpiter y Danae Sarsuela en 3 actes, llibret de T. Añorbe y Corregel, Estrenada en el Coliseo del Buen Retiro de Madrid, el 6 de gener de 1700
- Acis y Galatea, Sarsuela en 2 actes, llibret de J. de Cañizares, estrenada en el Coliseo del Buen Retiro de Madrid, el 19 de desembre de 1708
- El estrago en la fineza o Júpiter y Semele, sarsuela, llibret de J. de Cañizares, estrenada en el Teatro de la Cruz de Madrid el 9 de maig de 1718
- Celos no guardan respeto, sarsuela, llibret d'A. de Zamora, (1723)
- Antes difunta que ajena, sarsuela
- Coronis, sarsuela en 2 actes
- Dido y Eneas, Òpera Harmònica en 2 actes
- Hasta lo insensibre adora, sarsuela amb llibret de J. de Cañizares
- Los Elementos Sarsuela en un acte (denominada en la primera edició com ópera Armónica en estilo Italiano), dedicada a la Duquesa de Medina de las Torres per al seu aniversari.
- Diverses cantates profanes
- Diverses obres religioses

## Reconeixements
A Artà, el seu poble natal, té un carrer amb el seu nom i també s'hi celebra un festival de música clàssica al seu honor, el Festival Antoni Lliteres, des de l’any 1987.